# 7273 Ґерігасс
7273 Ґерігасс (7273 Garyhuss) — астероїд головного поясу, відкритий 2 березня 1981 року.
Тіссеранів параметр щодо Юпітера — 3,331.